# Originäre Forschung
Originäre Forschung (selten auch Originalforschung, englisch original research) zielt auf den Gewinn neuer wissenschaftlicher Erkenntnisse und weniger auf die Darstellung und Wiedergabe bekannten Wissens in neuer Form wie Zusammenfassung (Abstract), Rezension oder Kompilation ab.

## Grenzfälle
Der Übergang von originärer Forschung zur Kompilation, das heißt Zusammenstellung bekannten Wissens, ist fließend. Selbst eine Klassifikation kann völlig neue Erkenntnisse in einem Forschungsgebiet liefern. Ein klassisches Beispiel hierfür ist das Periodensystem der Elemente, das unabhängig voneinander von Dmitri Mendelejew (1834–1907) und Lothar Meyer (1830–1895) aufgestellt wurde und zu bedeutenden Vorhersagen und Entdeckungen führte.

## Veröffentlichungen originärer Forschung
Kriterien für originäre Forschung in einer Veröffentlichung sind: Der oder die Autoren einer Studie …
1. berichten über ihre eigene Forschung,
2. beschreiben ihre Hypothese und den Zweck ihrer Forschung,
3. erläutern ihre Forschungsmethoden,
4. stellen die Forschungsergebnisse dar,
5. interpretieren die Ergebnisse und diskutieren mögliche Folgerungen derselben.[2]

Originäre Forschungsergebnisse werden üblicherweise in Fachzeitschriften (Journale, Ausnahme: Übersichtsarbeit) oder selbständigen wissenschaftlichen Monografien veröffentlicht. Ein Beispiel einer solchen Veröffentlichung originärer Forschung ist eine im Rahmen einer Promotion erstellte Dissertation.